# 赖光勋
赖光勋（1914年—2003年1月25日），福建省永定县人，1930年参加中国工农红军，1932年加入中国共产主义青年团，翌年转为中国共产党党员，中国人民解放军将领、中国人民解放军开国少将。
曾任中国人民志愿军16军32师师长。1955年，授予中国人民解放军少将。后担任乌鲁木齐军区副司令员。
2003年1月25日在南京逝世，享年89岁。